# Parakalummidae
Parakalummidae (лат.) — семейство клещей из отряда Oribatida (Galumnoidea). 45 видов. Встречаются всесветно. Микроскопического размера клещи: от 0,5 до 0,7 мм. Окраска от тёмно-бурой до оранжево-рыжей. Имеют 5 пар генитальных щетинок. Гистеросома округлая. На протеросоме расположены гребневидные ламеллы. Нотогастр с 10 парами мелких волосков.

## Систематика
Выделяют от 2 до 6 родовых таксонов (включая подроды) и около 45 видов. По другим взглядам Parakalummidae иногда включают в состав надсемейства Oripodoidea Jacot, 1925.
- Neoribates Berlese, 1914
  - Neoribates (Neoribates) Berlese, 1914
  - Neoribates (Parakalumma) Jacot, 1929
  - Neoribates (Protokalumma) Jacot, 1929
  - Perezinigokalumma Subías, 2004
- Sandenia Oudemans, 1917
  - (=Porokalumna Wallwork, 1966)
  - (=Neokalumma Tseng, 1984)